# Zbiornik Nowiec II
Zbiornik Nowiec II – zbiornik retencyjny znajdujący się w Gdańsku na Strzyży. Został oddany do użytku w 2002, w 2010 został odbudowany. Powierzchnia zbiornika wynosi 0,52 ha, objętość 8336 m³, a wysokość lustra 66,02 m n.p.m. Obiekt jest administrowany przez Gdańskie Wody Sp. z o.o..
W nocy 15 lipca 2016 został przerwany po silnych opadach deszczu trwających ponad 10 godzin.